# Kostel Stětí svatého Jana Křtitele (Těchlovice)
Římskokatolický farní kostel Stětí sv. Jana Křtitele v Těchlovicích je gotická sakrální stavba stojící v centru obce severně od těchlovické tvrze. Stojí na opyši ostrohu, vybíhajícího podél potoka nad pravý břeh Labe. Od roku 1966 je kostel chráněn jako kulturní památka.

## Historie

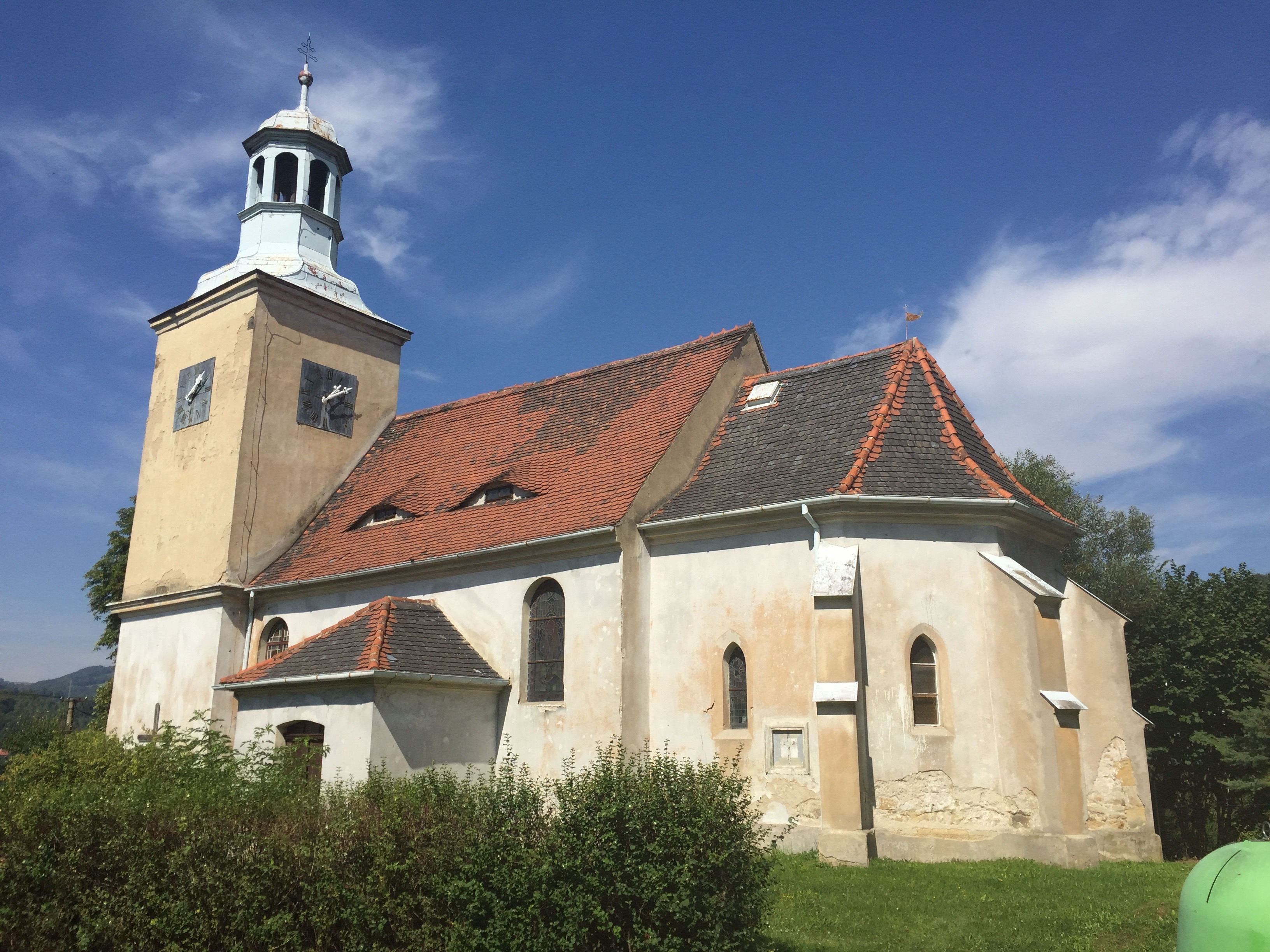
Kostel v Těchlovicích z boku

Kostel pochází ze 14. století. Poprvé byl písemně připomínán v roce 1363. Kolem roku 1550 byl přestavěn a v roce 1936 k němu byla přistavěna západním průčelí předsíň.

## Architektura
Jedná se o původně gotický jednolodní obdélný kostel s mírně šířkově a výškově odsazeným pětibokým presbytářem, orientovaným k východu. Po severní straně se nachází sakristie. Po jižní straně lodi je přístavek Božího hrobu. V jihozápadním nároží se nachází hranolová věž. Před hladkým západním průčelím je předsíň. Boční stěny mají polokruhově zakončená okna. Presbytář je s hrotitě sklenutými okny bez kružeb (s výjimkou východního se zachovanou kružbou) a odstupňovanými rohovými opěráky. Hranolová věž je zdobená štukovými poli a kryta cibulovitou bání. Věž bez oken, s výraznými ciferníky fungujících hodin.
Presbytář je sklenut křížovou a paprsčitou klenbou s jedním svorníkem a mohutnými hruškovými žebry bez konzol. V kostele jsou tři malá hrotitá okna v nepravidelných špaletách. V závěrové stěně je dvoudílné hrotité okno s kružbami a středovým prutem. V severní stěně se nachází malý hrotitý sanktuář. V jižní stěně je velký hluboký pravoúhlý výklenek. Triumfální oblouk je hrotitý a má zkosené hrany. Loď je obdélná s dřevěný stropem. V jejím jihozápadním koutě je vestavěná věž, která je v přízemí i v patře otevřená do lodi velkými polokruhovými oblouky. Kruchta je dřevěná, tříramenná. Prostor Božího hrobu je čtvercový a má plochý strop. Sakristie je obdélná a sklenutá hladkou křížovou klenbou.

## Zařízení
Hlavní oltář Stětí svatého Jana Křtitele, boční oltář Panny Marie a kazatelna jsou pseudogotické. Obraz sv. Barbory je rokokový. Barokní sošky zpodobňující Vítězného Krista, sv. Jana Nepomuckého a sousoší Ukřižování pocházejí z 18. století. Kamenná křtitelnice pochází ze 16. století. Je v ní mísa, která je datovaná do roku 1585. Křtitelnice je opatřena dřevěným barokním víkem.

### Varhany
V 17. století se zde nacházely „nějaké malé varhany“. Roku 1709 byly nahrazeny novým positivem o pěti rejstřících, který dodal T. F. Fleck. V roce 1726 tento varhanář nástroj opravil, další oprava je zaznamenaná v roce 1750. (archiv Biskupství litoměřického, kart. 141.; dále Státní oblastní archiv Děčín – Vs Děčín -  knihy kostelních účtů 1682–1725 , 1725–1776 a 1818–1860) Fleckovy varhany roku 1709 činily 80 zlatých. Fleckova oprava roku 1726 stála 3 zl. 30 kr, oprava roku 1750 stála 4 zl. a 57 kr. 
Renovací těchto varhan, kterou byl pověřen roku 1824 Franz Feller z Libouchce, byl přistavěn pedál.  Další opravy jsou zmiňovány v letech 1846–1876. Stav je označován jako špatný, renovace roku 1824 stála 117 zl. 30 kr.
O stavbě nového nástroje bylo rozhodnuto roku 1863. Tehdy předložil rozpočet Franz Müller z Janova (u Sloupu) s nabídkou 49 tónů v manuálu a 22 v pedálu. Počet rejstříků : 8  (ze starého pozitivu měla být použita Octave a Mixtur). Tento náveh však nebyl přijat. Po shromáždění potřebných finančních prostředků až r.1877 se stavby ujali bratři Fellerové (Franz a Josef). Vytvořili „fabrický“ typ své dílny v Libouchci. Štafírování provedl roku 1881 Wenzel Hegebart z Bohosudova (Státní archiv Děčín, sign. B-41; dopisy těchlovického faráře, návrh varhanáře z 13.3.1863. Dále dopis regenschoriho – sign.B-41 č. 49.) Oprava r. 1895 stála 273 zl – dobrozdání regenschoriho z 18.8.1895. Provedli ji J. Schiffner a A. Paštika. Přestože nástroj nebyl rekvírován roku 1918, pozdějším vandalským zásahem byly zcizeny prospektové píšťaly – nyní zinkové.
Dispozice:
- dle F. Müllera: Flute 8´, Principal 4´Flute 4´, Quinte 3 (kopula 8), Oktáva 2´, Mixture 3x. Pedál: Subbas 16´, Octavbas 8´.
- dle bří Fellerů: Principal 8´, Gedakt 8´, Octave 4´, Flute 4´, Superoctav 2´[pozn. 1], Mixture 1´-1/3. 4x. Pedál: Subbas 16´, Octavbas 8´.

1. ↑  V místě superoctav 2´ se nyní nachází Gamba 8´ (podle vyjádření Horáka byl tento zásah proveden někdy po roce 1918.)

Dne 20. prosince 1992 provedli prohlídku Těchlovických varhan organolog Tomáš Horák a varhaníci Jan Záhora st. a Jan Záhora ml. Dle zápisů, nalezených ve varhanách jde o nástroj, pocházející z libouchecké dílny Franze a Josepha FELLERA. Postaveny v květnu 1877. Opravili ( a změnu v dispozici později udělali) Jindřich Schiffner, Praha a August Paštika, roku 1895. V literatuře jde o prozatím neznámý nástroj Fellerů. (V Děčíně u sv. Václava a Blažeje je nástroj třetího z bratrů Fellerů, Antona). Z dochovaných materiálů lze určit, že po roce 1965 již nástroj nebyl funkční, hrací stůl byl zakryt kobercem a přes opravy celého kostela k opravě varhan nedošlo. K bohoslužbě se používalo harmonium, po roce 1994 elektrofonický nástroj.

## Okolí kostela
Okolní bývalý hřbitov byl zrušen beze stop. Při silnici se nachází výklenková kaple. Má trojúhelný štít a je sklenuta valenou klenbou. Uvnitř se nachází barokní kamenná socha Piety z konce 17. století. Nedaleký železný kříž na kamenné podstavci je datován letopočtem 1833.